# グアンテス・デ・オロ
グアンテス・デ・オロ（Guantes de oro）は、メキシコのアマチュアボクシング地域大会。
ちなみに英語訳では「ゴールデングローブ」となるが、米国のゴールデングローブ大会を模倣した全く別物の大会である。
かつては米国同様メキシコにおいてアマチュア最高峰に位置する大会とされ、過去にはルーベン・オリバレス、リカルド・ロペス、カルロス・サラテ、ファン・マヌエル・マルケスら著名なボクサーも優勝を経験している。
「グアンテス・デ・オロ」の名が付く大会はメキシコ各地で盛んに行われており、首都であるメキシコシティでは20前後にも及ぶ。
後にプロボクシング世界王者となるレイ・バルガスと亀田和毅が、2007年にメキシコシティ大会の新人の部Bクラスに出場し、バルガスが優勝、亀田が準優勝した。この大会は一般・新人A・新人Bの3部門に分かれており、試合経験のない初心者は新人Bに出場し、優勝すると新人Aに昇格でき、新人Aの優勝者が新人クラス優勝とされるシステムとなっている。
また、一部マスコミは「和毅が優勝したら日本人初の快挙」等と報道していたが、過去この大会に出場して優勝した日本人選手がいる。